# 莱科德
莱科德（法語：Lécaude，法語發音：[lekod] ⓘ）是法国卡尔瓦多斯省的一个旧市镇，属于利雪区。2017年，莱科德与临近的13个市镇合并为新市镇梅济东瓦莱多日。

## 地理
莱科德（49°6'13"N, 0°4'29"E）面积8.14 平方千米，位于法国诺曼底大区卡爾瓦多斯省，该省份为法国西北部沿海省份，北濒大西洋英吉利海峡，东北与滨海塞纳省以海上边界相接，东临厄尔省，南至奧恩省，西与芒什省接壤。
与莱科德接壤的市镇（或旧市镇、城区）包括：格朗尚堡、拉乌布洛尼耶尔、勒梅尼勒莫热、勒梅尼勒西蒙、莱蒙索、蒙泰耶。

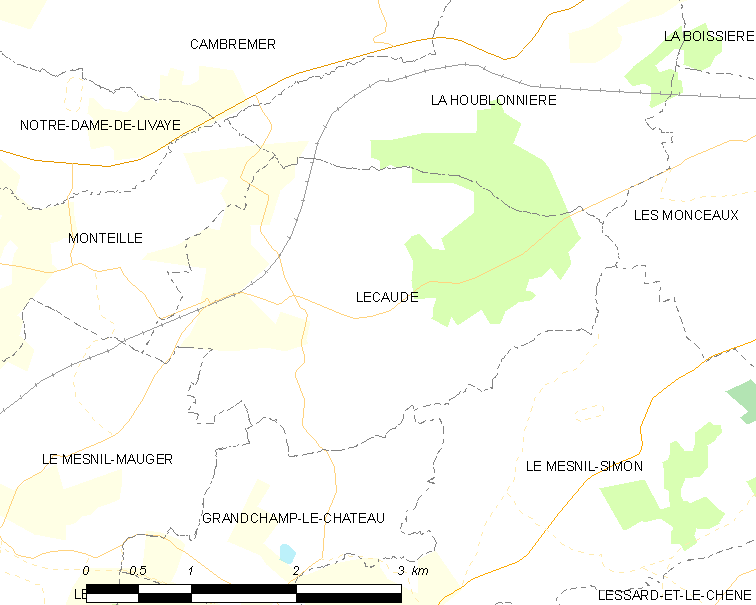
莱科德的OSM定位图

莱科德的时区为UTC+01:00、UTC+02:00（夏令时）。

## 行政
莱科德的邮政编码为14140，INSEE市镇编码为14359。

## 政治
莱科德所属的省级选区为梅济东瓦莱多日县。

## 人口

1962-2008年间莱科德人口变化图示

莱科德于2018年1月1日时的人口数量为129人。